# Zijl (spuisluis)

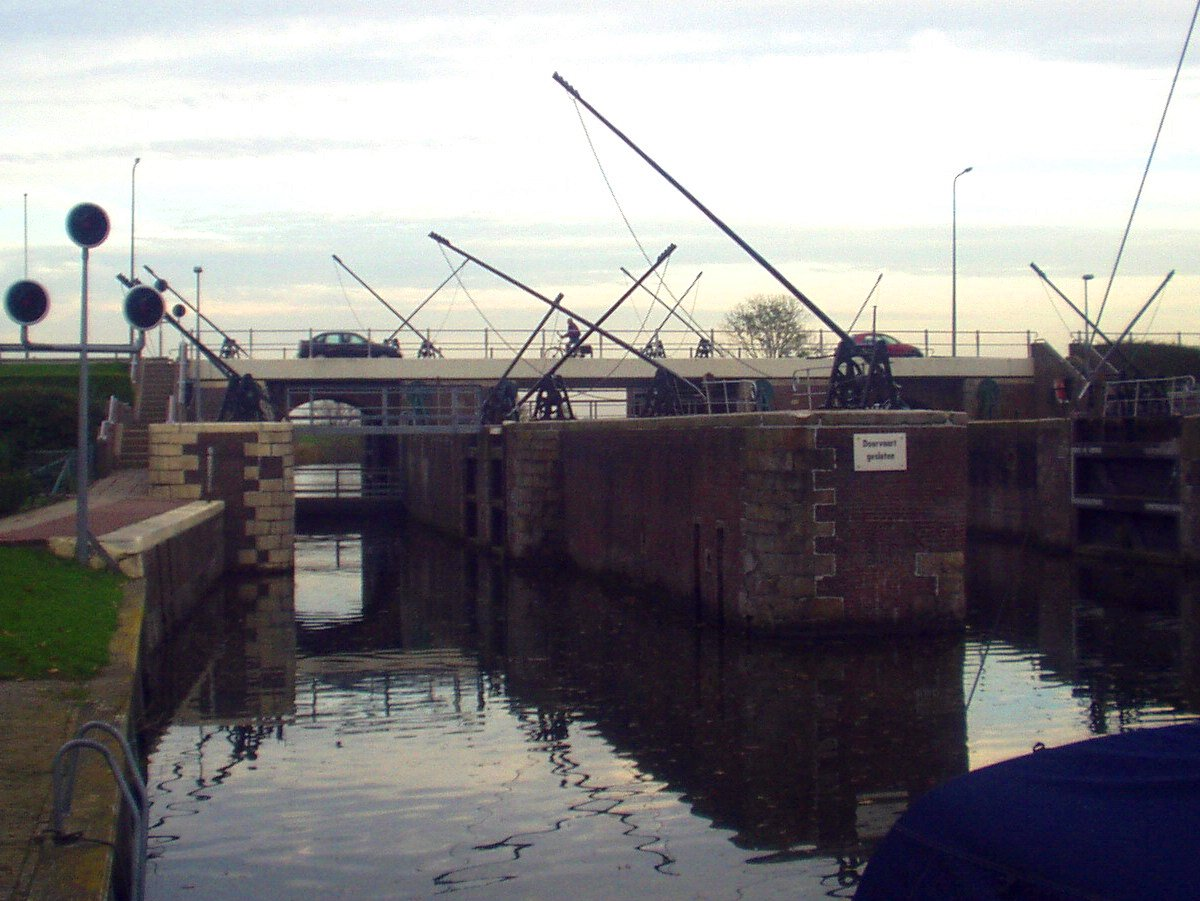
De Dokkumer Nieuwe Zijlen

Zijl is een ander woord voor spuisluis, dat vanouds vooral in Friesland, Groningen, Oost-Friesland, Oldenburg en Sleeswijk-Holstein gebruikt wordt. In het Fries spreekt men van syl, in het Gronings van ziel en in het Nederduits van Siel.  
Het woord komt ook voor in de vorm zijlvest of (de) Sielacht, dat 'waterschap' of 'uitwateringsorganisatie' betekent. Een kanaal dat naar een zijl leidt, wordt doorgaans zijldiep of Sieltief (soms ook zijlroede, zijltocht,  zijlmaar, zijlsloot, Sielgraben, Sielwetterung of Sielzug) genoemd. 
De waterschapsbelasting voor onderhoud van een zijl werd zijlschot genoemd; de sluiswachter heette zijlwaarder of zijlmeester (1428), ook wel waarman of sluismeester. Het ambt was gewoonlijk verbonden met het gebruik van een ambtswoning met een bijbehorend perceel land. Dit zijlhuis, zijlwaardershuis of waarhuis diende gewoonlijk als vergaderplek en herberg. Bij Groningse boezemwaterschappen sprak men ook wel over een zijlvest(enij)huis (Schouwerzijl, Onderdendam, Delfzijl). De meeste grotere waterschappen hadden een waterschapshuis of polderhuis, dat vaak bij de sluis was gelegen.
Een zijlbrief is het reglement van een zijlvest, een zijlboek is een register van schatplichtige landerijen. Zijlschot is een vorm van waterschapsbelasting, bedoeld voor het onderhoud van de zijl en andere voorzieningen. De bestuurders of zijlrechters van een zijlvest werd ook wel als zijlvest(er) of schepper betiteld. Een zijleed was een onderdeel van een zijlvest.
In de zuidwesthoek van Noord-Brabant had zijl de betekenis van 'grondduiker', met als kenmerkende benaming ondersijl. In Hollandse steden als Schiedam en Gouda waren zijlen vaak smalle, vaak ook overkluisde, dwarsverbindingen tussen parallel lopende grachten. Deze dienden om door schuren of spuien het water in deze grachten te laten doorstromen of te verversen. 
Een binnenzijl heette in het Oudfries een insīl (12e eeuw); dit in tegenstelling tot een uuthzyl (1464) bij de buitendijk. Een blokzijl (Fries: blocksyl) was een kokersluis die gemaakt werd van zware houten balken en geschikt was om schepen door te laten. Een voorbeeld was de Leppasluis in de Dokkummer Ee uit 1478. De sluiskoker mat zes bij zes meter en had drie paar deuren en een extra schotdeur, die moest het scheepvaartkanaal bij eb droogviel. Aan een dergelijke constructie is vermoedelijk de plaatsnaam Blokzijl (1542) ontleend.
In de stad Hamburg in Duitsland werd het woord Siel gebruikt voor een hoofdbuis van het rioolnetwerk. Het Abwasser- und Sielmuseum sloot zijn poorten in 2009. 

## Etymologie
Het woord zijl, syl of Siel is afgeleid van het Oudfriese woord sīl, dat 'afwateringssluis' of 'waterloop, waterlozing' (Latijn: aquaeductus) betekent. Het woord behoort tot dezelfde stam als 'zijgen' (Oudhoogduits sīhan 'zeven, druppelen') en is verwant aan Oudnoors sīl 'langzaam stromend water' en Middelnederduits sîl 'waterloop, riool'. De Zuid-Hollandse riviernaam ZIjl (ca. 1200) heeft een zelfde oorsprong. Ook in Friesland en Groningen stonden afwateringskanalen soms als syl of sijl bekend. 

### Oudste vermeldingen
De eerste vermelding van zijl of zile dateert uit de eerste helft van de 12e eeuw en betreft de verder onbekende Sigeldrith ('zijl-drecht', 'doorwaadbare plaats bij de sluis' of 'bij de waterloop') in de omgeving van Ter Aar (Zuid-Holland). Ook het kerkdorp IJsselham (1132 Sillehem) zou zijn naam te danken kunnen hebben aan 'aangeslibd land gelegen in een bocht van een waterloop' of 'bij een sluis'.
Een van de oudste sluizen die als zodanig wordt genoemd, betreft een zijl bij Aalburg in 1277.

Het Oudere Schoutenrecht van Westerlauwers Friesland uit de 12e eeuw bevat meerdere bepalingen over het onderhoud van de zijlen.
Dit is riocht, dat dy fria Fresa den zyl, deer hi bi banne warat, et sinte Benedictusmissa schel tiaenda ende temende habba iefta hij schel iens den scelta aldus wr nacht mey twam scillinghen beta.

Dit is recht, dat de vrije Fries de zijl, die hij wordt geacht te onderhouden, op de feestdag van de heilige Benedictus (11 juli) gereed moet hebben om het water (bij eb) te laten wegstromen en (bij vloed) tegen te houden; anders moet hij de volgende ochtend aan de schout twee schellingen betalen.
De afleiding zijlvest 'waterschap', Oudfries sīlfestene, komt ten minste voor sinds 1309; het woord Sielacht (Middelnederduits zylacht) sinds 1437.
Zijlen worden - behalve in het noorden van Nederland - onder meer vermeld in het Zuid-Hollandse rivierengebied (1277), Noord-Holland (1372), langs de IJssel (1373), in de Betuwe (1471), rond Bremen (1374) en rond Hamburg (1518).

## Achtergrond
Van oorsprong is een zijl niets anders dan een klepduiker in de dijk, die bij laagwater wordt opengedrukt door het binnenwater. Tijdens de vloed drukt het zeewater de sluisdeur vervolgens weer dicht. Langs de Duitse Waddenkust werken de meeste zijlen nog steeds op deze manier. In Nederland liggen de polders veel lager en zijn vrijwel alle zijlen vervangen door gemalen. De meeste zijlen hadden sinds de dertiende eeuw de vorm van een houten koker die in de dijk was ingegraven; deze had doorgaans drie stel sluisdeuren: behalve de gewone vloeddeuren een extra stel vloeddeuren voor het geval van extreem hoog water, en een stel ebdeuren, dat moest voorkomen dat het water in het toevoerkanaal of zijldiep te snel wegstroomde, waardoor scheepvaart onmogelijk zou worden. De grotere zijlen werden geschikt gemaakt voor de scheepvaart, zodat men de kleinere schepen bij hoogwater door de koker kon trekken. Van de drie zijlen te Delfzijl was er één geschikt voor de scheepvaart.
Het probleem met dergelijke klepduikers was het dichtslibben van de buitendijkse afvoergeul. Dit kon voorkomen worden door de aanleg van een spuikom, waaruit men het opgehoopte water met kracht door de zijl naar buiten liet stromen. Ook het gebruik van een krabbelaar, mol of modderploeg kon hierbij behulpzaam zijn.

## Nederzettingstype
Vanaf de veertiende of vijftiende eeuw ontstond een nieuw type (sluis)havennederzetting dat men in het Duits een Sielhafensiedlung ('sluisdorp') noemt. Op de dijken aan weerszijden van de buitendijkse stroomgeul of op de dijken rond de spuikom verrezen een of twee rijen huizen. Daaronder bevond zich het zijlwaardershuis, een of meer herbergen, middenstandswoningen, pakhuizen, soms een school en vanaf de 17e eeuw ook industriemolens. 
Dit nederzettingstype is vooral verbreid in Groningen en Oost-Friesland, daarnaast in de Kop van Overijssel en Zuidwest-Friesland.  De oudste vermeldingen betreffen Kuinrezijl (1243), Delfzijl (ca. 1303), Blokzijl (1336 Baerlesile, 1375 Groote Zijl), Houwerzijl (1347), Oldenzijl (1358), Schouwerzijl (1371), Aduarderzijl (1382) en Greetsiel (1389). De meeste voorbeelden uit Oost-Friesland dateren uit de 16e of 17e eeuw, die in Oldenburg uit de 18e of 19e eeuw.  
Het kerkdorp Kuinrezijl (Kunresijl) aan de Tjonger wordt vermeld sinds 1243. Vermoedelijk was dit de voorloper van het huidige dorp Kuinre; de sluis ging rond 1400 te gronde en werd vervangen door de Schoterzijl (1474). UIt Groningen stamt een inpolderingscontract uit 1317, dat melding maakt van schippers en kooplieden die bij de nieuwgebouwde zijl van het het latere dorp Zijldijk (Groningen) aanlegden. Het reglement voor de betreffende Oosterniezijl of Hooghersijl uit 1428 vermeldt onder andere de sluismeester, diens huis, berg- en werkplaats. Ook wordt gesproken over de bescherming van de kooplieden die hier hun waren op schepen laadden. Een capmasile ('koopmanszijl') bij het dorp Pilsum (Krummhörn) wordt vermeld in 1362.  
Niet alle nederzettingen van dit type dragen een naam met de uitgang -zijl. Oudere voorbeelden zijn Delfshaven, Maassluis, Oudesluis, Kolhorn, Broekerhaven, Edam, Spaarndam, Zwartsluis, Kuinre, Lemmer, Makkum (Oosterkloosterzijl), Slijkenburg, Visvliet, Onderdendam en  't Waar. De laatste twee betreffen nederzettingen rond een binnensluis of verlaat. Duitse voorbeelden zijn Papenburg (Drostensiel), Ditzumerverlaat, Neustadtgödens, Bremen-Vegesack en Neuhaus (Oste). Ook Emden (Faldern- of Rote Siel en Gasthaussiel), Knock, Larrelt, Norden (Alte en Große Siel), Cuxhaven, Glückstadt en Friedrichstadt hadden in de 16e of 17e eeuw een zijlhaven. maar niet altijd met de typerende bebouwing rond de sluiskom. De meeste daarvan zijn door Nederlandse dijkbouwmeesters aangelegd. In Oldersum en Tönning is de haven nog aanwezig. Plannen om in 1619 een dergelijke haven bij Bredstedt aan te leggen, zijn niet gerealiseerd.

## Plaatsnamen
Niet alle zijlen gaven hun naam aan een nederzetting; niet alle nederzettingen bij een zijl behoren tot het type van de sluishavennederzetting. Als plaatsnaam is het naamdeel "zijl" in Nederland beperkt tot de noordelijke provincies; als bestanddeel van andere toponiemen treffen we het ook elders aan. 
De volgende dorpen en gehuchten zijn naar een zijl genoemd:

### Nederland
- Aduarderzijl
- Beertsterzijl en Bellingwolderzijl (Finsterwolde)
- Blokzijl
- Delfzijl
- Dokkumer Nieuwe Zijlen
- Exmorrazijl
- Ezumazijl
- Harkezijl
- Hiddingezijl
- Houwerzijl
- IJsselham (?)
- Kiesterzijl
- Kollumeroudzijl
- Kommerzijl
- Koudumerzijl

- Kuinrezijl
- Lauwerzijl
- Munnekezijl
- Nieuwebildtzijl
- Nieuwe Statenzijl
- Niezijl of Bomsterzijl
- Nijezijl
- Noordpolderzijl
- Oldenzijl, gem. Eemsmond
- Oldenzijl, gem. Winsum
- Oostwolderpolderzijl of Oude Zijl
- Ossenzijl (schutsluis)
- Oudebildtzijl
- Oudeschans of Bellingwolderzijl
- Oude Statenzijl
- Oudezijl (Oldambt)

- Oudwouderzijlen
- Piekezijl
- Pieterzijl
- Ritsumazijl
- Roptazijl
- Schaphalsterzijl
- Schoterzijl
- Schouwerzijl
- Tacozijl
- Termunterzijl
- Wetsingerzijl
- Winschoterzijl
- Zijldijk

Zijldijk ontleende zijn naam aan het Oosterniezijl. Er ontstonden geen afzonderlijke nederzettingen bij de Finsterwolder(polder)zijl, Oude Statenzijl en de Stadspolder, hoewel hier wel een zijlwaardershuis voor de sluisbeheerder te vinden was. De uitwatering van de polder Mastenbroek vond sinds het einde van de 14e eeuw plaats via de Lutterzijl, Venerieterzijl, Genemuiderzijl, Hasselterzijl en de Zwolsche zijl. Ook aan de oostzijde van het Zwarte Water waren enkele zijlen te vinden.

### Duitsland
- Altfunnixsiel
- Altgarmssiel
- Altharlingersiel
- Beckumersiel
- Bensersiel
- Bongsiel
- Carolinensiel
- Coldeborgersiel
- Crildumersiel
- Dornumersiel
- Dreisielen
- Ellensendammersiel
- Fedderwardersiel
- Friederikensiel
- Golzwardersiel
- Greetsiel
- Großensiel
- Harlesiel
- Hilgenriedersiel
- Hollersiel
- Hooksiel

- Horumersiel
- Katingsiel
- Kleinensiel
- Mariensiel
- Neßmersiel
- Neuenlandersiel
- Neufunnixsiel
- Neugarmssiel
- Neuenhuntorfersiel
- Neuenlandersiel
- Neuharlingersiel
- Ostersiel (Pellworm)
- Overwarfersiel
- Rüstersiel
- Schlüttsiel
- Schülpersiel
- Sophiensiel
- Tammensiel
- Wapelersiel
- Westaccumersiel

Er ontstonden geen afzonderlijke nederzettingen bij de zijlen in de rivieren Drepte (Dreptersiel) en Lune (Lunesiel) en of bij de plaatsen Blexen, Bockhorn-Steinhausen, Brake (Käseburger, Braker en Großensiel), Cappel, Coldeborg, Dangast, Eckwarden, Friedeburg, Hamburg-Neuenfelde (Vier Sielen Schleuse of der Siel), Loxstedt-Ueterlande, Ohmstede, Petkum, Spieka-Neufeld, Rodenkirchen-Strohausen, Sankt Joost (Hohenstiefer of Sankt Joostersiel), Stollhamm, Varel, Waddens en Wremen, evenmin als bij een groot aantal kleinere zijlen en sluizen.

## Waternaam
- Zijlroede (waterweg)
- De Zijlroede, een kanaal tussen Joure en de Joustersluis
- Zijldiep, deel van de rivier de Lauwers, tevens een andere naam voor het Winsumerdiep
- Termunterzijldiep, kanaal in Oost-Groningen (het Bellingwolder ZIjldiep is niet meer voorhanden)
- De Zijl (met de onderdelen Rechte en Kromme Zijl), een rivier in Zuid-Holland, een zijtak van de Oude Rijn, die de verbinding vornt met de Kagerplassen
- De Zijlwetering, een wetering in Wassenaar, uitmondend in de Oude Rijn

## Straatnaam
- Zijl, Bergen NH
- Zijldiep te Bellingwolde en Dordrecht
- Zijldieppad te Nieuw-Scheemda
- Zijldiepweg in Pieterzijl
- Zijlsterweg te Usquert en Feerwerd
- Zijlstraat te Schiedam
- Zijlweg in Noordpolderzijl
- Zijlweg te Haarlem, genoemd naar een spuisluis. Hij vormde de verbindingsweg tussen het centrum van Haarlem en Overveen.  Aan het begin van Zijlweg bevond zich vroeger de Zijlpoort uit 1480, die toegang gaf tot de Zijlstraat (genoemd in 1372), waar het voormalige Zijlklooster (Mariaklooster op de Zijl) lag
- Zijlvesterhoek is een dorpshuis te Onderdendam
- Niet genoemd naar een sluis, maar naar het riviertje de Zijl zijn de Zijldijk, een straat in Leiden, in Leiderdorp en in Warmond. Leiden had daarnaast een Zijlpoort, Zijlpoortsbrug, Zijlbrug en Zijlsingel

## Familienaam
Veel mensen, met name in Noord- en Zuid-Holland, Friesland en Groningen, ontlenen hun familienaam aan een zijl, met namen als (van) Zijl (Zeijl, Zeyl, Sijl, Ziel), Zijlker, Zijlman(s), Zijl(e)ma, Zijlstra, Zijlvaart, Sijlvester, Zijlwaarder en andere varianten. Of de naam aan een spuisluis, aan de gelijkluidende riviernaam of aan een samenstelling met zeil- is ontleend, is echter niet altijd met zekerheid vast te stellen.
Uit Utrecht is een familie met de naam Zijl afkomstig. Deze achternaam is gebaseerd op een spuisluis die zich in eerder in Spakenburg bevond. Deze familie heeft zich inmiddels over de hele wereld gevestigd, onder andere in Chili waar familienaam wordt gespeld als Zil. Ook Lambertus Zijl, de kunstenaar die o.a. meewerkte aan de Beurs van Berlage, stamde uit deze familie.